# Vignanello
Vignanello je občina v provinci Viterbo v italijanski deželi Lacij in leži okoli 60 km severozahodno od Rima in okoli 14 km jugovzhodno od Viterba. 31. decembra 2004 je imela 4.699 prebivalcev na površini 20,5 km².
Vignanello meji na naslednje občine: Corchiano, Fabrica di Roma, Gallese, Soriano nel Cimino, Vallerano, Vasanello.

## Zgodovina
Na področju Vignanello so od 9. stoletja pred našim štetjem živeli Fališčani. V 3. stoletju so postali del zgodnjega rimskega cesarstva. V srednjem veku je bil Vignanello pod benediktinci, ko je naselje leta 1169 Friderik Barbarossa predal Viterbu. Leta 1228 ga je zavzel grof di Vico, kasneje je bil v lasti različnih plemiških družin do leta 1536, ko je prišel v posest družine Marescotti-Ruspoli, ki je mestu vladala do leta 1816. Leta 1870 je prišel pod Kraljevino Italijo. 
Leta 1707 je v mestu prebival Georg Friedrich Händel na povabilo Francesca Ruspolija, kjer je napisal več kantat.

## Prebivalstvo
| Leto        | 1881  | 1901  | 1921  | 1936  | 1951  | 1971  | 1991  | 2001  |
| prebivalcev | 3.583 | 4.061 | 4.668 | 5.371 | 5.878 | 5.133 | 4.724 | 4.705 |

Quelle: Istituto Nazionale di Statistica - ISTAT]]

## Zanimivosti
Castello Ruspoli je bil zgrajen v 16. stoletju (1722-1725) na ostankih prejšnjih stavb, ki ga je zasnoval Giovan Battista Contini in so ga zgradili pod vodstvom Gazzale. Ima baročni vrt. Poleg tega pa še: 
- Porta del Molesino iz leta 1692, znana tudi kot "Porta del Vignola";
- Občinska stavba iz leta 1856;
- Stara Pretorska palača iz leta 1618;
- Nova Pretorska palača iz leta 1730, ki jo je gradil genovski arhitekt Giovan Battista Gazzale;
- Stolp Citatoria Piazza Gramsci (prej Piazza Colonna), arhitekt Giovan Battista Gazzale, zgrajen leta 1730 in je sedaj v parku Ruspoli;
- Baročni vodnjak iz leta 1673;

Cerkev Santa Maria della Presentazione je bila zgrajena med letoma 1723-1725 po načrtih Giovan Battista Continija, ki jo je papež Benedikt XIII. posvetil leta 1725.
Cerkev San Giovanni Decollato iz leta 1614, ki je bila leta 1893 posvečena Brezmadežni in vsebuje tudi pregled bolonjske šole Device; in še več drugih cerkva.
V Vignanellu se je rodil Francesco Bracci (1879–1967), kardinal rimokatoliške cerkve.